# Isla de la Plata
Isla de la Plata (vertaald Zilvereiland, want volgens de overlevering verborg Sir Francis Drake daar ooit een zilverschat) is
een eiland dat 14,2 km² groot is dat ongeveer 30 km uit de kust van Ecuador ligt in de provincie Manabí. Het is onderdeel van het Nationaal Park Machalilla. Het is bereikbaar per boot vanaf  Puerto López. Over het eiland zijn wandelpaden aangelegd voor toeristen.

## Fauna
Op het eiland verblijven 37 soorten watervogels en 34 soorten landvogels. Er broeden minstens 17 vogelsoorten waaronder de galapagosalbatros (Phoebastria irrorata). Van deze ernstig bedreigde vogelsoort, die verder alleen broedt op de Galapagoseilanden, is een kleine kolonie op het eiland. Verder broeden er onder andere:  roodsnavelkeerkringvogel (Phaethon aethereus), nazcagent (Sula granti), roodpootgent (S. sula), bruine gent (S. leucogaster) en een ondersoort van de langstaartspotlijster (Mimus longicaudatus platensis).